# Professor Satchafunkilus and the Musterion of Rock
Professor Satchafunkilus and the Musterion of Rock é o décimo segundo álbum de estúdio do guitarrista virtuoso estadunidense Joe Satriani. Foi lançado no dia 11 de abril de 2008.
O álbum alcançou a posição 89 na Billboard 200 dos EUA, e permaneceu nessa parada por duas semanas, além de alcançar o top 100 em outros quatro países.
A canção Asik Vasel foi inspirada no menestrel turco Aşık Veysel Şatıroğlu.

## Visão Geral
O título do álbum tem dois significados: a primeira parte é uma homenagem ao apelido de Satriani de "Satch", enquanto "Musterion" é uma palavra greco - bíblica que significa "coisa escondida", "segredo" ou "mistério". Da data de lançamento do álbum até 11 de abril de 2008, Satriani começou uma turnê especial "Guitar Center Sessions", seguida por uma turnê mundial em 30 de abril.
Todas as faixas foram compostas em 2007, com exceção de "Come on Baby", que, como explica Satriani, foi escrita em 1993 em meio a uma tempestade de neve durante as férias em Lake Tahoe. Seu filho, ZZ Satriani, mais tarde o encorajou a terminar a peça, sobre a qual se tornou a terceira música dedicada à sua esposa Rubina (depois de "Rubina" de Not of This Earth, e "Rubina's Blue Sky Happiness" de The Extremist). Mais tarde, foi usado pelo patinador artístico canadense Vaughn Chipeur para seu programa curto no Campeonato Canadense de Patinação Artística de 2010.
"Revelation" foi escrito sobre a morte do pai do colega guitarrista Steve Morse, além de ser uma espécie de homenagem ao modo de tocar de Morse.
Assim como em "One Robot's Dream" de Super Colossal (2006), Satriani continua com o tema de explorar o lado humanista dos robôs em "I Just Wanna Rock". Em um podcast detalhando a produção do álbum, ele explicou que a faixa é sobre as experiências de um robô em um show de rock.
As duas faixas finais, "Asik Vaysel" e "Andaluzia", foram inspiradas no falecido Aşık Veysel Şatıroğlu, uma figura aclamada pela crítica da literatura folclórica turca. "Andaluzia" apresenta uma melodia (de 1:40 a 1:53) que foi tocada anteriormente por Satriani em seu vídeo de 1993 The Satch Tapes, durante um segmento de violão . Em um podcast antes do lançamento do álbum, Satriani explicou que um erro de publicação foi a razão pela qual o nome de Aşık Veysel foi escrito incorretamente "Asik Vaysel" na contracapa e que seria corrigido em prensagens subsequentes.

## Faixas
Todas as faixas foram compostas por Joe Satriani.
| N.º            | Título                     | Duração |  |
| 1.             | "Musterion"                | 4:37    |  |
| 2.             | "Overdriver"               | 5:06    |  |
| 3.             | "I Just Wanna Rock"        | 3:27    |  |
| 4.             | "Professor Satchafunkilus" | 4:47    |  |
| 5.             | "Revelation"               | 5:57    |  |
| 6.             | "Come on Baby"             | 5:49    |  |
| 7.             | "Out of the Sunrise"       | 5:43    |  |
| 8.             | "Diddle-Y-A-Doo-Dat"       | 4:16    |  |
| 9.             | "Asik Vaysel"              | 7:42    |  |
| 10.            | "Andalusia"                | 6:51    |  |
| Duração total: | Duração total:             | 54:15   |  |

| iTunes edition bonus track |          |         |  |
| N.º                        | Título   | Duração |  |
| 11.                        | "Ghosts" | 4:28    |  |

## Créditos
- Joe Satriani – Vocais, Guitarra, Talkbox[7] (faixa 3) Teclados, piano, órgão, Linha do baixo (faixas 1, 4, 7), salva de palmas (track 4), engenharia de som, mixagem, produção
- Jeff Campitelli – bateria, percussão (tracks 2, 4, 9, 10), Bongô, Chocalho, Pandeireta (track 3), compana, hand claps (tracks 4, 10)
- John Cuniberti – Pandeireta (tracks 6–8), hand claps (track 4), engenharia de som, mixagem, produção
- Matt Bissonette – baixo (tracks 2–6, 8–10)
- Z.Z. Satriani – sax tenor
- Eric Caudieux – digital editing, sound design
- Mike Boden – hand claps (tracks 4, 10), digital editing, engineering assistance
- Bernie Grundman – masterização

## Receptividade

### Críticas Musicais
| Críticas profissionais | Críticas profissionais |
| Avaliações da crítica  | Avaliações da crítica  |
| Fonte                  | Avaliação              |
| ---------------------- | ---------------------- |
| Allmusic               | [ 1 ]                  |
| Record Collector       | [ 12 ]                 |

Jason Lymangrover, do AllMusic, deu ao álbum três estrelas de cinco, dizendo que Satriani "brilha em sua capacidade de se conter e escrever canções de verso/refrão de bom gosto com ganchos memoráveis". As músicas do álbum foram descritas como "números tecnicamente impressionantes que nunca exageram com o showboating e contam com um senso de sentimento em vez de uma técnica virtuosa". Uma música que foi criticada como um ponto baixo foi "I Just Wanna Rock", mas os destaques incluíram "Overdriver", "Musterion", "Andalusia", "Asik Vaysel" e a faixa-título.

### Desempenho nas Paradas Musicais

#### Álbum
| Ano  | Ranking                          | Posição |
| ---- | -------------------------------- | ------- |
| 2008 | The Billboard 200                | #89     |
| 2008 | Billboard Top Internet Albums    | #89     |
| 2008 | Billboard Top Independent Albums | #9      |
| 2008 | Schweizer Hitparade              | #67     |
| 2008 | Dutch Albums Top 100             | #66     |
| 2008 | France Albums Top 150            | #57     |
| 2008 | UK Albums Top 75                 | #75     |
| 2008 | Italy Albums Top 100             | #77     |